# Малый Кисегач (озеро, Чебаркульский район)
Малый Кисега́ч — озеро на Южном Урале, в Чебаркульском районе Челябинской области на территории Ильменского заповедника. Площадь поверхности — 2,04 км².
Озеро неправильной формы размерами примерно 2,5 на 1,5 километра. Глубины около 2 м. Берега пологие, заболочены, заросли тростником, заходящим далеко в озеро. Отдельные участки берега покрыты лесом.
Соединяется протоками с озёрами Большой Кисегач и Большое Миассово. Относится к бассейну реки Караси.
Из рыб в озере водятся окунь, чебак, линь, щука.